# Dammsjön (Linde socken, Västmanland, 661517-145937)
Dammsjön är en sjö i Lindesbergs kommun i Västmanland och ingår i Norrströms huvudavrinningsområde. Sjön har en area på 0,0566 kvadratkilometer och ligger 150,1 meter över havet.

## Delavrinningsområde
Dammsjön ingår i det delavrinningsområde (661436-145591) som SMHI kallar för Utloppet av Usken. Medelhöjden är 162 meter över havet och ytan är 47,35 kvadratkilometer. Räknas de 3 avrinningsområdena uppströms in blir den ackumulerade arean 72,13 kvadratkilometer. Brattforsbäcken som avvattnar avrinningsområdet har biflödesordning 4, vilket innebär att vattnet flödar genom totalt 4 vattendrag innan det når havet efter 231 kilometer. Avrinningsområdet består mestadels av skog (68 procent). Avrinningsområdet har 7,29 kvadratkilometer vattenytor vilket ger det en sjöprocent på 15,4 procent.